# Geelvlekheidelibel
De geelvlekheidelibel (Sympetrum flaveolum) is een echte libel uit de familie van de korenbouten. De soort komt met invasies naar Nederland en is dan vrij algemeen. De wetenschappelijke naam van de soort werd in 1758 als Libellula flaveola gepubliceerd door Carl Linnaeus.

## Kenmerken

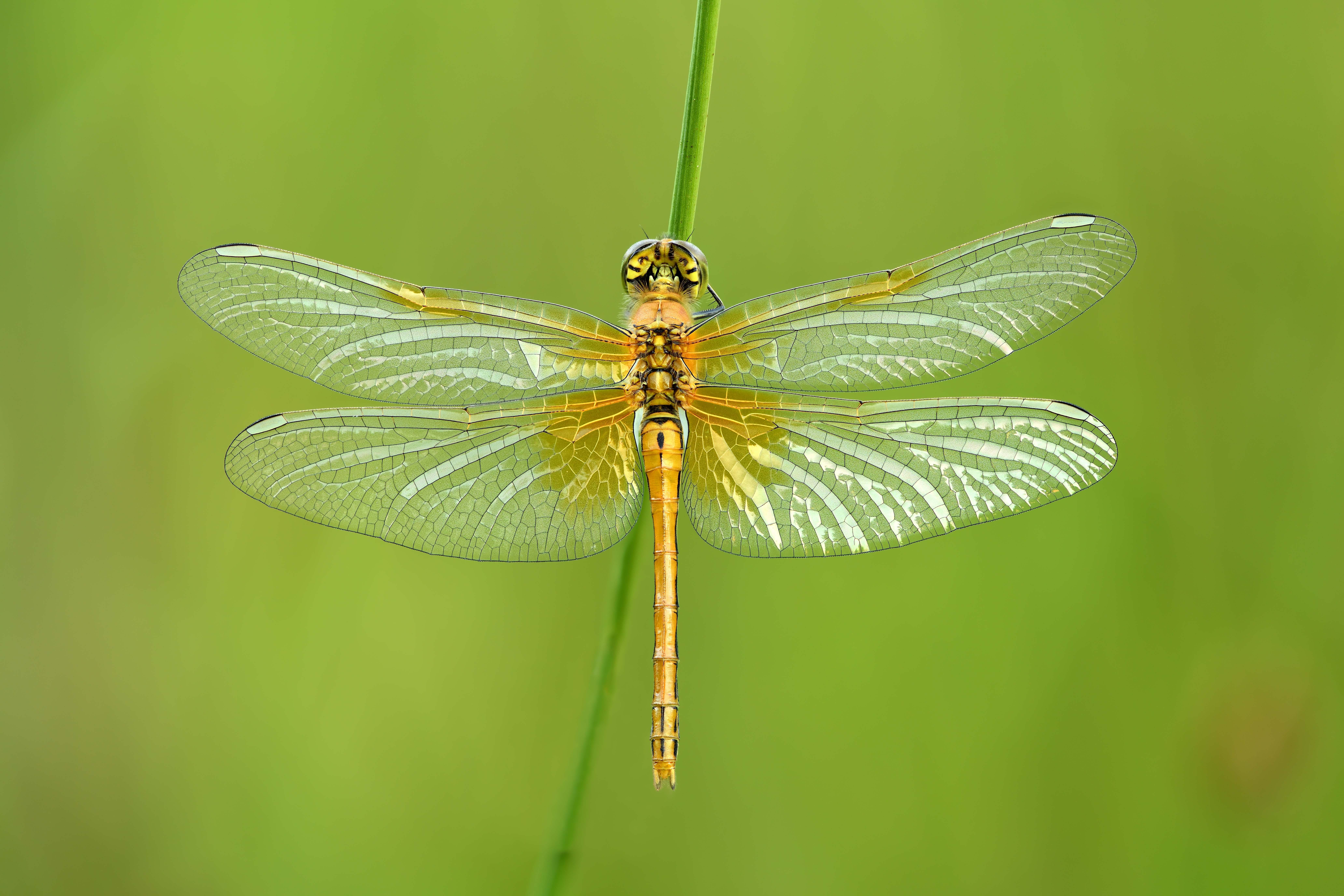
Wijfje

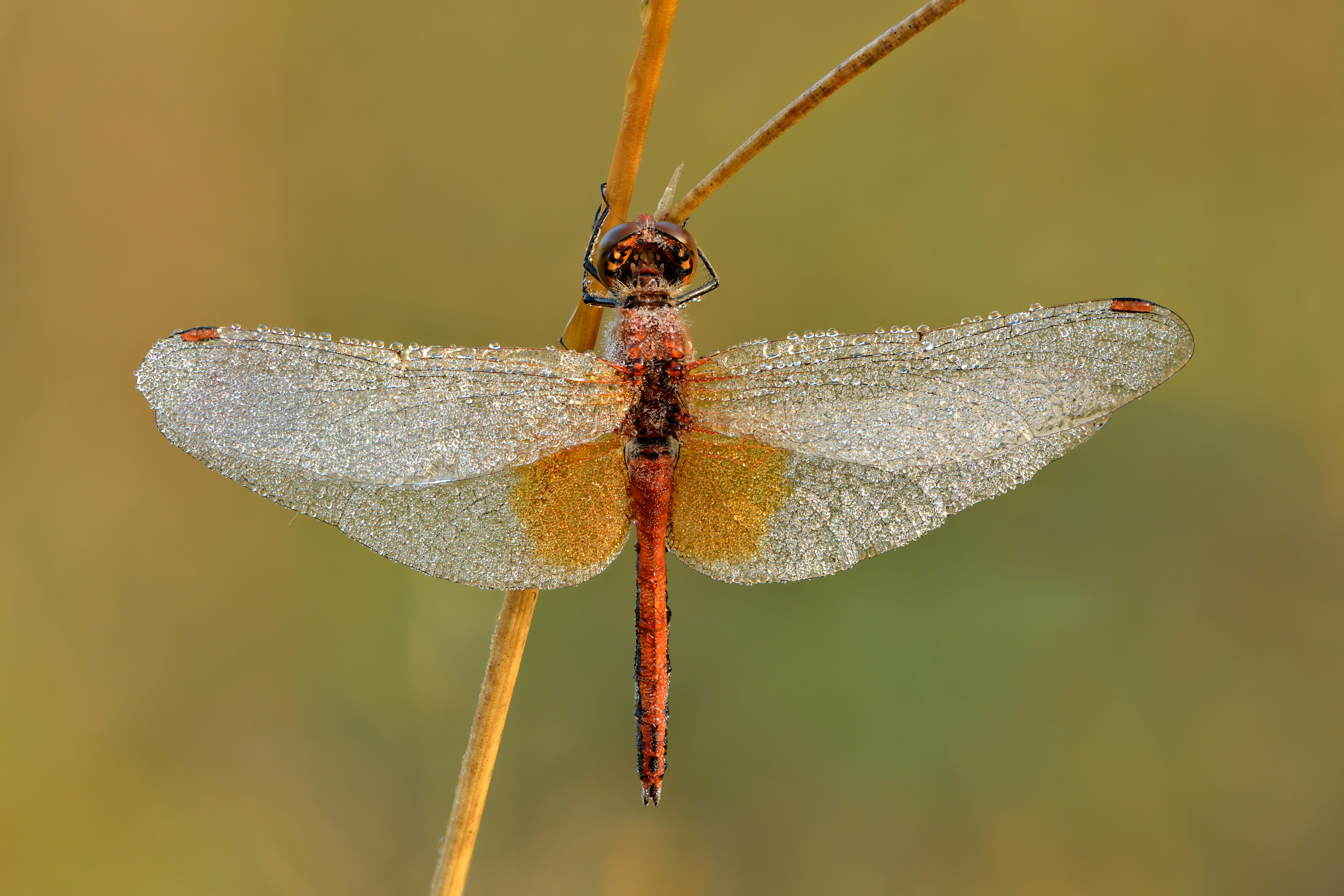
Mannetje

De geelvlekheidelibel is meestal eenvoudig te herkennen aan de grote oranjegele vlekken in de vleugels. De poten zijn zwart met geel gestreept. Bij uitgekleurde mannetjes is het achterlijf in bovenaanzicht donkeroranje tot rood. De onderzijde is uitgebreid zwart, waardoor in zijaanzicht een doorlopende zwarte streep te zien is (dus onderaan de zijkanten van het achterlijf). Jonge mannetjes en de  vrouwtjes hebben eerst een gele achtergrondkleur van het achterlijf, later strokleurig. Het achterlijf heeft in zijaanzicht meestal twee vrijwel doorlopende zwarte lengtestrepen: een helemaal aan de onderkant van de achterlijfzijde en een meer centraal. Bij oude vrouwtjes raakt de onderkant van het achterlijf vaak zilvergrijs bestoven, waardoor de onderste zwarte lengtestreep niet meer opvalt. De meer centraal geplaatste doorlopende zwarte lengtestreep blijft altijd opvallend zichtbaar. De lichaamslengte van volwassen dieren ligt tussen 32 en 37 millimeter.
De larven zijn 14–18 mm lang. 

## Vliegtijd
De geelvlekheidelibellen die vanuit Oost-Europa naar Nederland komen, worden gezien van eind juni tot en met begin oktober, met een piek in augustus. De dieren die in Nederland uitsluipen (in de jaren na een invasie) worden vroeger gezien: vooral van eind mei tot en met begin juli. In sommige jaren zie je daarom twee vliegpieken: een kleine piek in juni (Nederlandse dieren) en een grotere piek in augustus (immigranten).

## Gedrag en voortplanting
Overwintering gebeurt als ei. De eieren hebben geen gel-omhulsel en kleven niet vast aan bijvoorbeeld waterplanten; ze zijn doorzichtig geelwit, maar verkleuren later tot donkerbruin. De larven verschijnen in het voorjaar en ontwikkelen zich snel; ze leven tussen waterplanten in ondiep water. In de zomer van hetzelfde jaar sluipen de imago's uit, vooral in juni en juli. 

## Habitat
De habitat van de geelvlekheidelibel bestaat uit allerlei stilstaande wateren, maar snel opwarmende wateren met een sterk wisselende waterstand en enige begroeiing zijn favoriet. Zeer voedselrijke en volledig onbegroeide milieus lijken te worden gemeden. Ook in vlakke oeverzones en drassige graslanden vindt voortplanting plaats. Zwervers en rijpende imago’s komen overal voor. Op de meeste plekken plant de geelvlekheidelibel zich enkele jaren voort (na een invasie) en verdwijnt dan weer. De favoriete 'pionierbiotopen' zijn in Nederland het meest te vinden op de binnenlandse zandgronden en in de duinen. Dit zijn ook de plaatsen waar tijdelijke populaties het langst stand houden.

## Verspreidingsgebied
De soort komt verspreid over een behoorlijk deel van het Palearctisch gebied voor, oostelijk tot in Japan, maar niet in Afrika. In Europa komt hij voor in Centraal- en Oost-Europa, naar het oosten toe algemener wordend. Ook aanwezig in de zuidelijke helft van Scandinavië. In Zuid-Europa schaars en vooral in hoger gelegen gebieden. De geelvlekheidelibel is zeer mobiel en staat bekend om zijn invasiegedrag. In sommige jaren komen vanuit Oost-Europa vele duizenden dieren naar Nederland toe. Een deel van deze dieren vliegt zelfs door naar Groot-Brittannië, waar ze in andere jaren niet voorkomen.
De soort is in Nederland en België vrij algemeen, in wisselende aantallen. In de jaren na een invasie nemen de aantallen gestaag af, totdat de geelvlekheidelibel zich als vrij zeldzame soort weet te handhaven. Ook in jaren zonder grote invasie komt waarschijnlijk wel een variabel aantal geelvlekheidelibellen naar Nederland.

## Verwante en gelijkende soorten
In het larvestadium is verwarring eigenlijk alleen mogelijk met de andere heidelibellen en dan met name die soorten die ook zwak ontwikkelde rugdoorns hebben, zoals de zwarte heidelibel (Sympetrum danae) en de steenrode heidelibel (Sympetrum vulgatum). In het volwassen stadium is verwarring mogelijk met andere heidelibellen, vooral de zwervende heidelibel (Sympetrum fonscolombii). Deze heeft ook een oranje vlek in de basis van de achtervleugels en een vergelijkbare achterlijfsvorm. De zwervende heidelibel onderscheidt zich echter door een blauwgrijze onderkant van de ogen (bruin, geel, of groen bij andere heidelibellen) en door roodgekleurde aders aan de voorkant van de vleugels. Uitgekleurde mannetjes van de zwervende heidelibel hebben een donkerder rode achterlijfskleur en een blauwige zweem over het borststuk. Vrouwtjes van de zwervende heidelibel hebben een vergelijkbaar patroon van strepen op de zijkant van het achterlijf, maar de bovenste streep is meer onderbroken tot losse streepjes dan bij de geelvlekheidelibel. Met andere heidelibellen is het onderscheid helder want die hebben geen of een veel kleinere gele vlek in de vleugelbasis.

## Bedreigingen en bescherming
De geelvlekheidelibel staat op de Rode Lijst van de IUCN als niet bedreigd, beoordelingsjaar 2013.